# The Evil Within 2
The Evil Within 2, conosciuto in Giappone come PsychoBreak 2 (サイコブレイク2?, Saiko Bureiku 2), è un gioco survival horror sviluppato da Tango Gameworks, capitanato da Shinji Mikami e pubblicato da Bethesda Softworks. È il sequel di The Evil Within.

## Trama
Tre anni dopo gli eventi del Beacon Mental Hospital, Sebastian Castellanos ha lasciato il Dipartimento di Polizia di Krimson per scoprire la verità sulla misteriosa organizzazione Mobius, ma continua ad essere perseguitato dalle sue esperienze a Beacon e dalla scomparsa della moglie Myra e la morte di sua figlia Lily in un incendio della casa. Mentre è al bar a bere Sebastian viene avvicinato da un ex compagno e agente Mobius Juli Kidman, che gli rivela che Lily è ancora viva da quando la Mobius ha falsato la sua morte e ora la tiene con sé, anche se adesso l'organizzazione ha bisogno di Sebastian per salvarla. Sebastian viene portato in una struttura segreta della Mobius contro la sua volontà, dove incontra l'amministratore, che spiega che Lily viene utilizzata come nucleo per un nuovo sistema STEM per simulare una città idilliaca chiamata Union. Tuttavia, qualche tempo fa, Mobius perse il contatto con Lily e i suoi agenti all'interno di Union e non hanno più alcun controllo sullo STEM. Sebastian accetta con riluttanza ad aiutare la Mobius in modo che abbia la possibilità di salvare Lily e quindi rientra nello STEM.
Entrando ad Union, Sebastian scopre rapidamente che la città è stata trasformata in un regno d'incubo dove tutti gli abitanti sono stati uccisi o mutati in mostri sanguigni. Inoltre, Sebastian incontra un misterioso fotografo con poteri soprannaturali che cerca di abbattere e uccidere gli operai di Mobius, di cui ha già ucciso il capitano Baker. Successivamente riesce ad incontrare Liam O'Neal, un tecnico sopravvissuto della Mobius che aiuta Sebastian a rimanere sulle tracce di Lily. Seguendo il suo sentiero, si rende conto che Lily è stata rapita dal fotografo, che si rivela come Stefano Valentini, un serial killer italiano (più precisamente di Firenze) che era riuscito a infiltrarsi nell'Unione. Un altro operatore sopravvissuto della Mobius, Yukiko Hoffman, spiega che lo status di Stefano come uno psicopatico gli dà una misura di controllo sullo STEM, concedendogli i suoi poteri attuali. Sebastian segue Stefano, che rivela che aveva originariamente rapito Lily con ordini di un'altra parte, ma ha deciso di tenerla per sé per sfruttare i suoi poteri come Nucleo ed estendere le sue "opere". Sebastian uccide Stefano, ma è sconvolto nel vedere Myra trasformata, che ha anche poteri all'interno dello STEM, che porta via Lily.
Sebastian viene poi avvicinato da Padre Theodore Wallace, che cerca di convincere Sebastian ad aderire alla sua setta per sequestrare Lily da Myra da quando Stefano lo tradì. Sebastian, diffidente di Theodore, rifiuta e viene bandito in una foresta all'esterno di Union, dove si incontra con il soldato della Mobius Esmeralda Torres. Dopo aver raggiunto la sua casa sicura, Torres rivela che lei, Kidman, Myra e Theodore, che si è rivelato essere un operatore Mobius di alto rango, avevano cospirato di tirare Lily fuori dallo STEM e distruggere Mobius dall'interno attraverso i loro impianti di truciolo. Tuttavia, il piano è andato male quando Theodore è diventato mentalmente instabile e ha deciso di rapire Lily per sé stesso e i suoi scopi.
Sebastian decide di trovare Theodore e ucciderlo e tenta di contattare O'Neal per trovare una nuova zona nel midollo, ma non ottiene alcuna risposta. Egli scopre che il midollo è stato violato dai seguaci di padre Theodore. Dopo aver raggiunto la casa di sicurezza di Hoffman, Sebastian scopre che O'Neal aveva lasciato l'accesso a un'area limitata all'interno del midollo, dicendo a Hoffman di incontrarlo. Sospettoso, Sebastian segue il tracciato di Hoffman e scopre che O'Neal è stato corrotto da Theodore. Sebastian allora combatte O'Neal ed è costretto a ucciderlo, anche se O'Neal riesce a liberarsi dell'influenza di Theodore e dice loro come trovarlo con il suo respiro morente. Sebastian e Esmeralda aggrediscono il regno di Theodore, ma l'attacco non riesce quando Theodore rallenta Sebastian usando la sua colpa e il suo dubbio su di lui, facendogli sparare accidentalmente su Esmeralda. Sebastian è visitato da una visione di Myra, che gli assicura che la morte di Lily non è stata colpa sua e che si deve concentrare adesso sul suo salvataggio. Carico di una nuova forza e non avendo più paura Sebastian decide di trovare definitivamente Theodore.
Quando Sebastian si sveglia, scopre che Esmeralda si era sacrificata per procurargli sicurezza. Hoffman gli dice che Theodore ha eretto la sua fortezza nel centro di Union. Sia Sebastian che Hoffman attaccano la fortezza di Theodore utilizzando un emettitore di campo stabile che tiene le fiamme a bada, ma Hoffman viene uccisa dopo aver aiutato Sebastian a violare la fortezza. Sebastian allora continua il suo cammino verso Theodore, e lo trova, ma il prete fa uso dei suoi ricordi del Beacon, portando il detective ad affrontare i suoi più pericolosi nemici passati affrontando prima il Sadico, il Custode e Laura. Sconfitti i suoi ricordi, Sebastian sta per uccidere Theodore ma esso viene ucciso da Myra che porta di nuovo Lily con se dicendo che solo lei può proteggerla e invitando Sebastian a lasciare Union, dopodiché la donna col suo potere distrugge quasi tutta la città.
Sebastian si risveglia e raggiunge casa sua dove finalmente affronta Myra, il cui desiderio di proteggere Lily lo ha deformata in un mostro determinato a mantenere Lily bloccata nello STEM per la sua sicurezza. Lui, con riluttanza, combatte Myra e la sconfigge, battendola indietro ai suoi sensi. Myra dice a Sebastian di portare Lily fuori dello STEM, rivelando che sta progettando di sacrificarsi per prendere il posto di Lily come il Nucleo e distruggere la Mobius sovraccaricando i chip nei loro cervelli che li mantengono collegati allo STEM. Nel frattempo, nel mondo reale, Kidman viene ordinata dall'amministratore di uccidere Sebastian dato che ora la ragazzina è salva però la donna non accetta e aiuta Sebastian e Lily a prendere tempo per farli scappare dallo STEM, mentre Myra mette in atto il suo piano, uccidendo l'amministratore e tutti gli operai della Mobius. Ora liberi Sebastian, Lily e Kidman escono dalla struttura.
In una scena post-crediti, Sebastian saluta Kidman e se ne va intenzionato a vivere una nuova vita con Lily lasciandosi alle spalle le orribili avventure trascorse. Dopo i crediti in una scena il sistema STEM (del Beacon Mental Hospital) si riavvia misteriosamente.

## Modalità di gioco
Simile al suo predecessore, il gioco è un survival horror in terza persona. Il giocatore assume il controllo del detective Sebastian Castellanos, che deve scendere nel mondo di Union per salvare sua figlia, Lily. Ci sono tre livelli di difficoltà: Casual, Sopravvivenza e Incubo. Gli ambienti sono più grandi e ci sono diversi modi per avanzare a un livello. Al giocatore viene anche fornito un elemento conosciuto come "il comunicatore", che aiuta a evidenziare gli obiettivi, le risorse e i nemici presenti nel mondo del gioco; inoltre rivelerà i punti di risonanza, che forniscono suggerimenti su quanto è avvenuto nel mondo di Union, fornendo dettagli utili alla trama. I giocatori possono esplorare liberamente l'area della mappa per completare gli obiettivi secondari e trovare risorse. Il giocatore può utilizzare l'elemento stealth a suo favore e uccidere silenziosamente i nemici. Come nel primo gioco al centro della schermata superiore si colloca un occhio che segnala il livello di avvertimento di un nemico. Il gioco dispone anche di un sistema di crafting in cui i giocatori possono raccogliere risorse per creare oggetti nuovi come munizioni. I giocatori possono creare oggetti in qualsiasi momento, ma farlo su un banco di lavoro richiede meno materiali di lavorazione. È anche presente un sistema di personalizzazione. Il Gel verde, introdotto nel primo gioco, può essere utilizzato per personalizzare le abilità di Sebastian, suddivise in cinque diversi alberi: salute, stealth, combattimento, recupero e atletismo. Le armi possono anche essere personalizzate usando parti di armi raccolti attraverso l'esplorazione di Union.

## Personaggi
- Sebastian Castellanos: il protagonista del gioco, dopo gli avvenimenti del Beacon, lascia il dipartimento per ricercare la Mobius, l'organizzazione segreta inventrice della macchina STEM, senza però trovare alcuna traccia. In un bar, durante uno dei suoi ricorrenti incubi, si sveglia ritrovandosi di fronte la sua vecchia collega Juli Kidman, che gli offre la possibilità di salvare sua figlia che si credeva morta in un incendio alcuni anni prima. Si scopre che l'incendio era solo un modo per poter rapire la figlia di Sebastian, inglobandola come soggetto nucleo, ovvero la mente "base" di tutto il sistema STEM. Sebastian viene rapito da Kidman e convinto a rientrare nello STEM per salvare Lily.
- Lily Castellanos: la figlia del detective, è stata rapita dalla Mobius che la usa come Nucleo per un nuovo sistema STEM essendo una bambina con un animo gentile e sereno.
- Myra: la moglie di Sebastian, da quando si è distaccata da suo marito si è unita alla Mobius per stare a contatto con la figlia. Dopo aver capito le intenzioni della Mobius progetta un piano per liberare Lily e distruggere l'organizzazione. Entrando nello STEM si crea un'altra parte mostruosa di lei intenzionata a proteggere Lily, venendo sconfitta si sacrifica come nuovo Nucleo permettendo al detective di scappare con la figlia, mettendo in atto il suo piano.
- Stefano Valentini: un fotografo entrato nello STEM. Psicopatico, sadico e dai modi raffinati, uccide le sue vittime in modo truculento e mentre le uccide scatta delle foto che definisce "opere d'arte". Acquisendo sempre più potere rapisce Lily volendola utilizzare per accrescere ulteriormente i suoi ampi poteri su Union. Morirá ucciso da Sebastian nel teatro di Union.
- Padre Theodore Wallace: All'inizio faceva parte del piano di Myra, ma la sua permanenza nello STEM lo rende pericoloso, psicopatico, con conseguenti poteri all'interno della macchina, creando una setta di seguaci, viventi e non, con lo scopo di rapire Lily per utilizzare il suo potere. Corrompe Liam O'Neal e sfrutta i ricordi di Sebastian per sopraffarlo, ma alla fine viene sconfitto da quest'ultimo e ucciso da Myra.
- Juli Kidman: Un agente della Mobius già apparsa nel primo capitolo, fa parte della squadra creata da Myra per distruggere Mobius e aiuta Sebastian rimanendo in contatto con lui e fornendogli le informazioni di cui necessita. Quando Sebastian salva Lily viene incaricata di uccidere il detective ma, rifiutandosi, uccide alcuni soldati della Mobius e scappa nella stanza dello STEM per portare a termine il compito assegnatole da Myra e tirare fuori Sebastian e Lily dalla macchina.
- Amministratore: è il capo della Mobius, progetta la città di Union volendo creare un mondo totalmente succube all'organizzazione senza disparità, senza guerre e senza dolore. Alla fine muore a causa del chip nel cervello di tutti i membri di Mobius innescato da Myra.
- Liam O'Neal: il tecnico della squadra mandata ad Union, aiuta Sebastian nelle ricerche. Successivamente viene corrotto da Padre Theodore e cerca di uccidere Sebastian, venendo tuttavia ucciso non prima di essere ritornato in sé ed aver rivelato come rintracciare Theodore.
- William Baker: il capitano della squadra mandata ad Union. Ucciso da Stefano Valentini
- Yukiko Hoffman: la psicologa della squadra, aiuta Sebastian e ripara l'emettitore di campo stabile per permettere di varcare la fortezza di Theodore. Durante l'agguato muore ricoperta dalle fiamme essendo stata braccata da alcuni mostri.
- Julian Sykes: un soldato della squadra mandata ad Union. Viene salvato da Sebastian da un'orda di spiritati e fornirà al protagonista risorse extra. Prova a fuggire dallo STEM con l'aiuto di Sebastian, ma non si saprà mai se ci sia riuscito o meno.
- Miles Harrison: un soldato della squadra mandata ad Union.
- Esmeralda Torres: Soldato della Mobius, viene aiutata da Sebastian nel raggiungere la propria base, successivamente muore per salvarlo. Lei è la persona che ha rapito Lily per portarla alla Mobius, ma, in preda ai sensi di colpa, si unirà a Myra per salvarla.

## Sviluppo
Lo sviluppo per The Evil Within 2 è iniziato nel marzo 2015, dopo che la squadra di Tango Gameworks ha completato lo sviluppo dei DLC per il primo gioco. Il direttore del primo capitolo, Shinji Mikami, è diventato il produttore del gioco e ne ha supervisionato lo sviluppo. Il ruolo del direttore è stato assegnato a John Johanas, descritto da Mikami come una persona con "un sacco di talento". La storia del gioco è stata scritta da Syoji Ishimine e Trent Haaga. Uno dei loro punti focali è stato quello di rendere la storia del gioco più facile per comprendere e capire i giocatori, una risposta alle critiche del primo gioco in cui la trama del gioco diventava troppo complicata alla fine. Il cambiamento delle realtà, una caratteristica del primo gioco, ritorna anche nel sequel, ma secondo Johanas "c'è un po' più logica quando e come succede". Il proporzione 2.5: 1 incluso nel primo gioco è stato rimosso a causa della risposta mista che questa scelta progettuale aveva ricevuto al suo rilascio. Mentre il gioco manterrà l'horror come elemento dominante, il team di scrittura ha anche inserito un aspetto horror psicologico.

## Accoglienza
| Testata                        | Versione | Giudizio |
| ------------------------------ | -------- | -------- |
| Metacritic (media al 6-7-2024) | PC       | 80/100   |
| Metacritic (media al 6-7-2024) | PS4      | 76/100   |
| Metacritic (media al 6-7-2024) | XONE     | 82/100   |
| Destructoid                    | -        | 7/10     |
| EGM                            | -        | 8/10     |
| Everyeye.it                    | -        | 8.2/10   |
| Game Informer                  | -        | 7.75/10  |
| Game Revolution                | -        | 3.5/5    |
| GameSpot                       | -        | 8/10     |
| GamesRadar+                    | -        | 3.5/5    |
| IGN                            | -        | 8/10     |
| PC Gamer                       | -        | 80/100   |
| Polygon                        | -        | 9/10     |